# 熊德
熊德（15世紀—15世紀），字惟一，廣東廣州府增城縣馬村人，明朝政治人物。

## 生平
熊德是景泰四年（1453年）癸酉科廣東鄉試舉人，授汀州推官，吏治精明有聲譽，因父親去世趕緊回鄉，路途不曾喝水，累月服闋後改任饒州推官，考滿後辭官，人民都不忍他離去。

## 引用
1. 1 2  民國《增城縣志·卷十九·人物二》：熊德，字惟一，馬村人，登景泰癸酉舉人，授福建汀州府推官，發奸摘伏有聲，丁外艱匍匐奔喪，水䊢不入口，累月服闋補饒州，考滿歸，民不忍舍；子文熙歲貢，任龍溪教諭。